# Unai Albizua
Unai Albizua Urquijo est un footballeur espagnol né le 18 janvier 1989 à Laudio. Il évolue au poste de défenseur central avec le FC Stade Lausanne Ouchy.

## Biographie
Albizua est formé à l'Athletic Bilbao. Après avoir disputé 4 matchs en Liga avec Bilbao, il est prêté lors de la saison 2014-2015 au CD Tenerife, club de deuxième division espagnole. Il dispute 28 matchs en Liga Adelante avec cette équipe.
La 12 juillet 2015, il quitte Bilbao et rejoint le club de Leganés.

## Statistiques
| Saison                | Club                  | Championnat           | Championnat | Championnat | Coupe(s) nationale(s) | Coupe(s) nationale(s) | Total | Total |
| Saison                | Club                  | Division              | M.          | B.          | M.                    | B.                    | M.    | B.    |
| 2010-2011             | Athletic Bilbao B     | Segunda División B    | 24          | 0           | -                     | -                     | 24    | 0     |
| 2011-2012             | Athletic Bilbao B     | Segunda División B    | 32          | 1           | -                     | -                     | 32    | 1     |
| 2012-2013             | Athletic Bilbao B     | Segunda División B    | 40          | 0           | -                     | -                     | 40    | 0     |
| Sous-total            | Sous-total            | Sous-total            | 96          | 1           | -                     | -                     | 96    | 1     |
| 2013-2014             | Athletic Bilbao       | Liga                  | 4           | 0           | -                     | -                     | 4     | 0     |
| 2014-2015             | CD Tenerife (prêt)    | Liga Adelante         | 28          | 0           | -                     | -                     | 28    | 0     |
| Sous-total            | Sous-total            | Sous-total            | 32          | 0           | -                     | -                     | 32    | 0     |
| 2015-2016             | CD Leganés            | Liga Adelante         | 22          | 0           | 2                     | 0                     | 24    | 0     |
| Sous-total            | Sous-total            | Sous-total            | 22          | 0           | 2                     | 0                     | 24    | 0     |
| 2016-2017             | UCAM Murcie           | LaLiga2               | 39          | 0           | 2                     | 1                     | 41    | 1     |
| Sous-total            | Sous-total            | Sous-total            | 39          | 0           | 2                     | 1                     | 41    | 1     |
| 2017-2018             | Cultural Leonesa      | LaLiga2               | 17          | 0           | 2                     | 0                     | 19    | 0     |
| 2018-2019             | Cultural Leonesa      | Segunda División B    | 7           | 0           | 3                     | 0                     | 10    | 0     |
| Sous-total            | Sous-total            | Sous-total            | 24          | 0           | 5                     | 0                     | 29    | 0     |
| 2018-2019             | UD Ibiza              | Segunda División B    | 11          | 0           | -                     | -                     | 11    | 0     |
| Sous-total            | Sous-total            | Sous-total            | 11          | 0           | -                     | -                     | 11    | 0     |
| 2019-2020             | UCAM Murcie           | Segunda División B    | 9           | 0           | 1                     | 0                     | 10    | 0     |
| Sous-total            | Sous-total            | Sous-total            | 9           | 0           | 1                     | 0                     | 10    | 0     |
| Total sur la carrière | Total sur la carrière | Total sur la carrière | 233         | 1           | 10                    | 1                     | 243   | 2     |